# Ausschlussdiagnose
Die Ausschlussdiagnose (lateinisch diagnosis per exclusionem, englisch diagnosis by exclusion) ist eine Diagnose, die sich aus dem schrittweisen Ausschluss aller anderen möglichen Erkrankungen mit den gleichen Symptomen ergibt, bis nur noch die Ausschlussdiagnose übrig bleibt.
Im Gegensatz zu dieser Vorgehensweise steht eine zielgerichtete Diagnostik, etwa die Röntgendiagnostik von Knochenbrüchen beim Vorliegen äußerer Verletzungen.
Eine typische Ausschlussdiagnose ist beispielsweise das Reizdarmsyndrom. Ein weiteres Beispiel ist die Essentielle Hypertonie. Das Verfahren der Ausschlussdiagnose hat sich bei psychosomatischen Diagnosestellungen bewährt, um bei der Annahme psychogener Krankheitsfaktoren keine körperlichen Ursachen zu übersehen.